# Metaetika
Metaetika je grana etike koja nastoji da razjasni prirodu, opseg i značenje moralnog prosuđivanja. Ona je jedna od tri grane etike koju uglavnom proučavaju filozofi, dok su ostale grane normativna etika i primenjena etika.
Dok se normativna etika bavi pitanjima kao što je „Šta bi trebalo da radim?”, ocenjujući specifične prakse i principe delovanja, metaetika se bavi pitanjima poput „Šta je dobrota?” i „Kako se može razlikovati ono što je dobro od onoga što je loše?”, nastojeći da razjasni pretpostavke koje stoje u osnovi normativnih teorija. Druga razlika koja se često pravi je da normativna etika uključuje pitanja prvog reda ili suštinska pitanja, dok metaetika uključuje pitanja drugog reda ili formalna pitanja.
Neki teoretičari tvrde da je metafizički prikaz moralnosti potreban za pravilno vrednovanje stvarnih moralnih teorija i za donošenje praktičnih moralnih odluka; drugi rezonuju sa suprotnog stanovišta i sugeriraju da nas proučavanje moralnih sudova o pravilnim postupcima može voditi ka istinskom tumačenju prirode moralnosti.

## Metaetička pitanja
Prema Ričardu Garneru i Bernardu Rosenu, postoje tri vrste metaetičkih problema ili tri opšta pitanja:
- Kakvo je značenje moralnih pojmova ili rasuđivanja? (moralna semantika)
- Kakva je priroda moralnog rasuđivanja? (moralna ontologija)
- Kako se moralna rasuđivanja mogu podržati ili braniti? (moralna epistemologija)

Pitanje prvog tipa može biti: „Šta znače reči 'dobro', 'loše', 'ispravno' i 'pogrešno'?” (vidi teoriju vrednosti). Druga kategorija uključuje pitanja da li su moralne presude univerzalne ili relativne, jedne vrste ili više vrsta itd. Pitanja treće vrste su na primer, kako možemo znati da li je nešto ispravno ili pogrešno, ako uopšte postoji. Garner i Rosen kažu da odgovori na tri osnovna pitanja „nisu povezani, a ponekad će odgovor na jedno snažno sugerisati, ili možda čak podrazumevati, odgovor na drugo.”
Metaetička teorija, za razliku od normativne etičke teorije, ne pokušava da proceni određene izbore kao bolje, gore, dobro, loše ili zlo; iako to može imati duboke implikacije u pogledu validnosti i značenja normativnih etičkih tvrdnji. Odgovor na bilo koje od tri gore navedena pitanja sam po sebi ne bi bio normativna etička izjava.

## Moralna epistemologija
Moralna epistemologija  je proučavanje moralnog znanja. Ova disciplina pokušava da odgovori na pitanja kao što su: „Kako se moralne presude mogu podržati ili braniti?” i „Da li je moralno znanje moguće?”
Ako se pretpostavlja kognitivističko tumačenje moralnih rečenica, moralnost se opravdava moralističkim poznavanjem moralnih činjenica, a teorije koje opravdavaju moralne sudove su epistemološke teorije. Većina moralnih epistemologija postavlja da je moralno znanje na neki način moguće (uključujući empirizam i moralni racionalizam), za razliku od moralnog skepticizma. Među njima ima i onih koji smatraju da se moralno znanje stiče inferencijalno na osnovu neke vrste nemoralnog epistemičkog procesa, za razliku od etičkog intuicionizma.

### Moralno znanje stečeno zaključivanjem

#### Empirizam
Empirizam je doktrina da se znanje stiče prvenstveno posmatranjem i iskustvom. Metaetičke teorije koje podrazumevaju empirijsku epistemologiju uključuju:
- etički naturalizam, koji smatra da su moralne činjenice svodive na nemoralne činjenice i da se stoga mogu saznati na isti način; i
- najčešći oblici etičkog subjektivizma, koji smatraju da se moralne činjenice svode na činjenice o individualnim mišljenjima ili kulturnim konvencijama i da se stoga mogu saznati posmatranjem tih konvencija.

Međutim, postoje izuzeci unutar subjektivizma, kao što je teorija idealnog posmatrača, koja implicira da se moralne činjenice mogu saznati kroz racionalni proces, i individualistički etički subjektivizam, koji smatra da su moralne činjenice samo lična mišljenja i da se mogu saznati samo kroz introspekciju. Empirijski argumenti za etiku nailaze na problem jeste-trebalo, koji tvrdi da način na koji svet jeste ne može sam poučavati ljude kako treba da se ponašaju.

#### Moralni racionalizam
Moralni racionalizam, koji se takođe naziva etički racionalizam, je gledište prema kojem se moralne istine (ili barem opšti moralni principi) mogu saznati a priori, samo razumom. Platon i Imanuel Kant, istaknute ličnosti u istoriji filozofije, branili su moralni racionalizam. Dejvid Hjum i Fridrih Niče su dve ličnosti u istoriji filozofije koje su odbacile moralni racionalizam.
Nedavni filozofi koji su branili moralni racionalizam su R. M. Her, Kristin Korsgard, Alan Gevirt i Majkl Smit. Moralni racionalista se takođe može pridržavati bilo kojeg broja različitih semantičkih teorija; moralni realizam je kompatibilan sa racionalizmom, a subjektivistička teorija idealnog posmatrača i nekognitivistički univerzalni preskriptivizam to podrazumevaju.

### Etički intuicionizam
Etički intuicionizam je gledište prema kojem se neke moralne istine mogu znati bez zaključivanja. To jest, gledište je u svojoj srži fundacionalizam o moralnim uverenjima. Takav epistemološki pogled implicira da postoje moralna uverenja sa propozicionim sadržajem; pa podrazumeva kognitivizam. Etički intuicionizam obično sugeriše moralni realizam, stav da postoje objektivne činjenice morala, i preciznije etički nenaturalizam, stav da se te evaluativne činjenice ne mogu svesti na prirodnu činjenicu. Međutim, ni moralni realizam ni etički nenaturalizam nisu suštinski za gledište; većina etičkih intuicionista jednostavno ima te stavove. Etički intuicionizam dolazi i u „racionalističkoj” varijanti, i u više „empirističkoj” varijanti poznatoj kao teorija moralnog čula.

### Moralni skepticizam
Moralni skepticizam je klasa metaetičkih teorija čiji članovi podrazumevaju da niko nema nikakvo moralno znanje. Mnogi moralni skeptici takođe jačaju, modal, tvrdnju da je moralno znanje nemoguće. Oblici moralnog skepticizma uključuju, ali nisu ograničeni na, teoriju grešaka i većinu, ali ne sve oblike nekognitivizma.

## Literatura
- Hooker, Brad (ed.), Truth in ethics, Oxford, 1996.
- Russ Shafer-Landau (ed.), Oxford Studies in Metaethics, Volume 10, Oxford University Press, 2015
- Plato's Moral Realism: The Discovery of the Presuppositions of Ethics, by John M. Rist (Jul 15, 2012)
- Moral Realism as a Moral Doctrine, (New Directions in Ethics), by Matthew H. Kramer
- Brink, David O., Moral Realism and the Foundations of Ethics (New York: Cambridge University Press, 1989).
- Railton, Peter (1986). „Moral Realism”. Philosophical Review. 95: 163—207. doi:10.2307/2185589.
- Sayre-McCord, Geoff (2005). "Moral Realism", The Stanford Encyclopedia of Philosophy (Winter 2005 Edition), Edward N. Zalta (ed.). (link)
- Cuneo, Terence (2007). "The Normative Web: An Argument for Moral Realism", Oxford.
- Shafer-Landau, Russ (2003) "Moral Realism: A Defense", Oxford,  0-19-925975-5
- Moore, G. E. (1903). Principia Ethica, Cambridge: Cambridge University Press.
- Sturgeon, Nicholas (1985). "Moral Explanations", in Morality, Reason, and Truth, edited by David Copp and David Zimmerman, Totowa, N.J.: Rowman and Allanheld, pp. 49–78.
- Geras, Norman (1985). „The Controversy about Marx and Justice”. New Left Review. 150: 47—85.
- Praise and Blame: Moral Realism and Its Applications, (New Forum Books), by Daniel N. Robinson (Jul 29, 2002).
- Väyrynen, Pekka (2005). "Moral Realism", Encyclopedia of Philosophy, 2nd Edition, Donald M. Borchert (ed.). (link Архивирано 2008-05-12 на сајту )
- Joyce, Richard (2007), "Moral Anti-Realism", The Stanford Encyclopedia of Philosophy (Fall 2007 Edition), Edward N. Zalta (ed.). (link)
- Korsgaard, Christine (1996). The Sources of Normativity, New York: Cambridge University Press.
- Foot, Philippa (1958). „Moral Beliefs”. Proceedings of the Aristotelian Society. 59: 83—104. doi:10.1093/aristotelian/59.1.83.
- Mackie, John, Ethics: Inventing Right and Wrong (Viking Press, 1977) part 1, chap. 1, section 8 : The argument from relativity: "The actual variations in the moral codes are more readily explained by the hypothesis that they reflect ways of life than by the hypothesis that they express perceptions, most of them seriously inadequate and badly distorted, of objective values"
- Vavova, Katia. „Evolutionary Debunking of Moral Realism”. Philosophy Compass. 10: 104—116. doi:10.1111/phc3.12194.
- Harman, Gilbert, The Nature of Morality : An Introduction to Ethics (Oxford,1977), I.1, "Ethics and observation"
- Mackie, John, Ethics: Inventing Right and Wrong (Viking Press, 1977) part 1, chap. 1, section 9 : The argument from Queerness
- Terence Cuneo, The Normative Web: An Argument for Moral Realism (Oxford: Oxford University Press, 2007).
- Hume, David (1739). Treatise Concerning Human Nature, edited by L.A. Selby-Bigge. Oxford: Oxford University Press, 1888.
- Garner, Richard T.; Bernard Rosen (1967). Moral Philosophy: A Systematic Introduction to Normative Ethics and Meta-ethics. New York: Macmillan. стр. 219–220. ISBN 0-02-340580-5.
- Glassen, P., "The Cognitivity of Moral Judgments", Mind 68:57-72 (1959); id. "The Cognitivity of Moral Judgments: A Rejoinder to Miss Schuster", Mind 72:137-140 (1963).
- Ayer, A. J. (1952) [1936]. „Critique of Ethics and Theology”. Language, Truth and Logic. New York: Dover Publications. ISBN 0-486-20010-8. LCCN 52000860.
- Berkeley, George (1710). Treatise Concerning the Principles of Human Knowledge.
- Brandt, Richard (1959). „Noncognitivism: The Job of Ethical Sentences Is Not to State Facts”. Ethical Theory. Englewood Cliffs: Prentice Hall. LCCN 59010075.
- Hare, R. M. (1952). The Language of Morals. Oxford: Clarendon Press.
- Hudson, W. D. (1970). Modern Moral Philosophy. Macmillan and Co. Ltd.
- Hume, David (1751). An Enquiry Concerning the Principles of Morals.
- Moore, G. E. (2005) [1912]. „Editor's Introduction”.  Ур.: William Shaw. Ethics. Oxford: Clarendon Press. ISBN 0-19-927201-8.
- Ogden, C. K.; I. A. Richards (1946) [1923]. The Meaning of Meaning. New York: Harcourt, Brace & World.
- Pepper, Stephen C. (1960). Ethics. New York: Appleton-Century-Crofts. LCCN 60006796.
- Ross, David (1939). Foundations of Ethics. Oxford: Clarendon Press.
- Satris, Stephen (1987). Ethical Emotivism. Dordrecht: Martinus Nijhoff Publishers. ISBN 90-247-3413-4.
- Seanor, Douglas; Fotion, D.; Hare, R. M. (1988). Hare and Critics. Oxford University Press. ISBN 0-19-824780-X.
- Stevenson, C. L. (1937). „The Emotive Meaning of Ethical Terms”.  Ур.: Stevenson, C. L. Facts and Values. Yale University Press (објављено 1963). ISBN 0-8371-8212-3.
- Stevenson, C. L. (1944). Ethics and Language. New Haven: Yale University Press. OCLC 5184534.
- Urmson, J. O. (1968). The Emotive Theory of Ethics. London: Hutchinson University Library. ISBN 0-09-087430-7.
- Wilks, Colin (2002). Emotion, Truth and Meaning. Dordrecht: Kluwer Academic Publishers. ISBN 1-4020-0916-X.
- Craig, Edward (1996). „Sidgwick, Henry”. Routledge Encyclopedia of Philosophy. Routledge.
- Borchert, Donald (2006). „Sidgwick, Henry”. Macmillan Encyclopedia of Philosophy, 2nd Edition. Macmillan.

## Spoljašnje veze
- Sayre-McCord, Geoff. „Metaethics”.  Ур.: Zalta, Edward N. Stanford Encyclopedia of Philosophy.
- „The PhilPapers Surveys”. philpapers.org. Приступљено 21. 12. 2016.